# Dorothy Arzner
Dorothy Arzner (San Francisco, California; 3 de enero de 1897-La Quinta, California; 1 de octubre de 1979) fue una directora de cine estadounidense. Arzner fue la única mujer directora de cine en Hollywood en los años 30. Trabajó como camarera en un pequeño restaurante que tenía su padre en Hollywood, trataba diariamente con actores, directores y guionistas. Después de servir en el Cuerpo de Ambulancias durante la Primera Guerra Mundial, Arzner entró en el mundo del cine como secretaria del departamento de guiones de Famous Players-Lasky, a las órdenes del director William C. DeMille hermano de Cecil B. DeMille.
Gracias a su talento e inteligencia progresó rápidamente e hizo de script, recortadora de negativos y finalmente montadora, destacando por el montaje de las secuencias de tiroteo de Sangre y arena (Blood and sand, 1922), del director Fred Niblo.
El director James Cruze ofreció a Arzner la oportunidad de montar su épico western La caravana de Oregón (The Covered Wagon, 1923), lo que hizo con elegancia. Después de mostrar su valía, Paramount Pictures le encargó la dirección de una modesta película, La reina de la moda (Fashions for Women, 1927), que fue un éxito comercial y de crítica. Arzner consolidó este éxito con otras dos películas de la era del jazz, Un beso a media luz (Ten Modern Commandments, 1927) y No lo dejes escpar, (Get Your Man, 1927) —ambas perdidas—.
Su prestigio como cineasta creció con sus siguientes películas, sobre todo La loca orgía (The Wild Party, 1929) y el drama Hacia las alturas (Christopher Strong, 1933), en la que intervino una jovencísima Katharine Hepburn. Pero quizá su mayor éxito fue La mujer sin alma (Craig's Wife, 1936) con la también joven Rosalind Russell como protagonista. Sin embargo, los estudios feministas la recuerdan sobre todo por Baila, muchacha, baila (Dance, Girl, Dance, 1940),  en la que Maureen O'Hara y Lucille Ball interpretan a dos bailarinas de variedades que luchan por la independencia económica y la expresión personal.
A pesar de que nunca se consideró feminista, el ejemplo de Arzner llevó a muchas mujeres a entrar en la industria cinematográfica; sus mejores películas continúan siendo una alternativa interesante al cine del Hollywood clásico dominado por los hombres. La obra de Arzner fue poco recordada durante años hasta que, en la década de los 70, los estudios feministas reivindicaron el mérito de su carrera como directora cinematográfica. El lesbianismo de Arzner parece ser bien conocido por la comunidad de Hollywood, pero se le prestaba poca atención; vivió con su pareja, Marion Morgan, una bailarina y coreógrafa, desde 1930 hasta su muerte en 1979.
En 1943, Arzner dejó Hollywood para recuperarse de una enfermedad y no volvió más. Después de su carrera en Hollywood dirigió películas de entretenimiento para mujeres de la armada y fue premiada en 1975. Su amiga Joan Crawford, que estaba casada con un directivo de Pepsi-Cola, le pidió varios anuncios publicitarios para la empresa. También fue profesora de cine en la UCLA.
Fue homenajeada con una estrella en el Paseo de la fama de Hollywood en el número 1500 de Vine Street.

## Biografía
Dorothy Arzner nació en San Francisco, California, el 3 de enero de 1897 pero, junto con sus padres, Louis y Jenetter Arzner, se mudaron a Los Ángeles, donde el padre abrió un restaurante prestigioso junto a un teatro en Hollywood. Arzner se pasó la infancia tratando con actores y actrices que venían al restaurante, así como Maude Adams, Sarah Bernhard, David Warfield, etc. pero no se sintió nunca atraída por pertenecer al mundo del cine.
Comenzó los estudios de medicina en la USC para poder ejercer de médico. Pero, como dice en la entrevista con Karin Kay y Gerald Peary, publicada en 1974 en Cine, 'con algunos meses de verano en la oficina de un buen cirujano y reuniéndome con los enfermos, decidí que no era lo que quería. Quería ser como Jesús: "Curar a los enfermos y levantar los muertos", al instante, sin cirugía, píldoras, etcétera'. Después de dos años en la carrera de medicina, abandonó la universidad y decidió entrar en el mundo laboral para adquirir independencia económica. Dorothy Arzner, pese abandonar los estudios, tuvo una educación muy amplia, en la que se suman cursos de historia del arte y de arquitectura. Al poco de dejar la carrera comenzó a trabajar en la Paramount haciendo diversos trabajos menores como recortadora, editora o montadora —fue especialmente reconocida por montaje de Sangre y arena (Blood and Sand, 1922)—. Más tarde le ofrecien un contrato de dos años como directora, pero hasta que no hubo terminado el contrato no empezó a trabajar por su cuenta.
Arzner mantuvo una relación de cuarenta años con Marion Morgan, una coreógrafa y bailarina diez años mayor que ella. Aun queriendo dejar al margen su vida privada, de la que no se sabe mucho, nunca ocultó su orientación sexual ni su identidad; vestía con ropas poco convencionales para una mujer de aquella época, casi siempre con pantalones, corbata y chaqueta, o vestidos rectos. Por otra parte, Morgan, su pareja, dirigió secuencias coreografiadas de baile por algunas de las películas de Arzner, como Baila, muchacha, baila (Dance, Girl, Dance, 1940). En 1930 Arzner, junto con Morgan, se trasladó a un hogar en Mountain Oak Drive, Hollywood, y se mantuvieron como pareja hasta la muerte de Morgan en 1971.
Mientras vivieron en Hollywood, Arzner siguió activa y asistió a varios eventos cinematográficos; se veía con celebridades como Billie Burke, con quien tenía muy buena relación. En sus años posteriores, Arzner dejó Hollywood y se trasladó al desierto. Murió en «La Quinta», una ciudad desierta cerca de Palm Springs, CA.

## Trayectoria profesional

### Los inicios
Tras graduarse en la escuela secundaria en 1915, Arzner comenzó la carrera de medicina en la Universidad del Sur de California. Cuando los EE.UU. entraron en la Primera Guerra Mundial quiso servir a su país, pero al no haber unidades de mujeres en las fuerzas armadas en aquella época para poder servir militarmente, sirvió como conductora de ambulancias durante la guerra. Dado que había dejado los estudios universitarios en el segundo año, con la voluntad de encontrar trabajo para incrementar su independencia económica, entró en el mundo laboral ejerciendo un bajo cargo en un diario. Más tarde fue presentada al director de cine William C. de Mille, hermano de uno de los cofundadores de los Famous Players-Lasky. Por aquel entonces una epidemia de gripe había hecho estragos en el país, y el negocio cinematográfico, como otras industrias, necesitaba trabajadores. Incluso se llegó a contratar personal sin experiencia, si mostraba su potencial y conocimiento.
William C. De Mille había oído decir que Arzner era una chica muy inteligente, y le ofreció un puesto como estenógrafa por 20 dólares a la semana dentro de los estudios de Famous Players-Lasky. Después de unas semanas de observación en la compañía de Cecil DeMille, Dorothy Arzner había ido apuntando todo lo que había aprendido: "si alguien iba a trabajar dentro del negocio cinematográfico, este debería ser director ya que es el que dice a todo el mundo qué tienen que hacer, pero de hecho, él es el conjunto de todo el trabajo ". Arzner se pasó siete años escribiendo guiones, editando y haciendo el montaje de películas. Primero comenzó ejerciendo de tipógrafa, pero después de seis meses en la Paramount demostrando su ambición por aprender y mucha fuerza de voluntad, la contrataron como escritora de sinopsis. Posteriormente, dejando impresionado a DeMille y los estudios, fue asignada a Realart Studio, compañía afiliada a la Paramount, para cortar y editar películas, pero al poco la llamaron para que volviera a los estudios principales para editar y montar Sangre y arena (Blood and Sand, 1922), la película con la que Arzner da el salto a la fama. Fue la primera editora en Hollywood acreditada profesionalmente como tal para la gran pantalla.

### Dirección cinematográfica

#### Época del cine mudo
Dorothy Arzner empezó a dirigir películas mudas (ya que el cine sonoro no se instaló definitivamente hasta 1927 con El cantor de jazz) en 1927 con La reina de la moda y acabó el período de cine mudo con Manhattan Cocktail en 1927.
Después de siete años haciendo trabajos menores, Arzner decidió irse de los estudios de Paramount y mostrar a Columbia Pictures algunos de los guiones que había estado escribiendo para poder ejercer de directora. No obstante, cuando Schulberg se enteró de que Dorothy planeaba irse, llegó a un acuerdo con ella para que no se fuera. Consistía en un contrato de tres años con pagos semanales, pero acabaría siendo un contrato de dos años con libertad de elegir la historia de los filmes que dirgiría. Además, Schulberg le ofreció la obra The best dressed woman para que en hiciera un guion y en dos semanas tuviera ya el estudio de grabación preparado. Dorothy no aceptaba la contraoferta a menos que en dos semanas hubiera un plató preparado para rodar una película de serie A, puesto que preferiría hacer una película para una compañía pequeña como Columbia, para poder hacerlo como ella quería, a tener que hacer una película de serie B en la Paramount. El resultado fue el estreno de La reina de la moda (Fashions for Women, 1927). Tal como añadía Arzner en una entrevista con Karyn Kay y Gerald Peary: "nunca tuve ningún problema por el control sobre las fases de la producción. Los departamentos estaban dispuestos a dar al director lo que él quisiera, mientras éste supiera exactamente lo que quería."
La primera película que Arzner dirigió, La reina de la moda en 1927 en la Paramount, está basada en The best dressed woman y protagonizada por Esther Ralston, quien había dado el salto a la fama tras su actuación en Peter Pan (1924). Al ser un éxito de taquilla, Esther Ralston protagonizó la siguiente película de la cineasta, Un beso a media luz (Ten Modern Commandments, 1927) que también triunfó. Para entonces Arzner ya se había ganado una reputación en el estudio y la confianza de los productores después de mostrar su potencial y sus habilidades. Así, se le asignó un nuevo proyecto con Clara Bow, la estrella del momento. No lo dejes escapar (Get your man, 1928), fue conocida por ser una producción encargada toda por mujeres: Clara Bow siendo la actriz principal, Arzner la directora, Hope Loring escribiendo la historia, Alice Laser se encargó de la continuidad y Marion Morgan ejerció de directora técnica de algunas escenas. Hollywood no volvería a tener una designación como aquella en una película hasta mucho tiempo después. La última película muda que Arzner dirigió fue Manhattan Cocktail (1928), un melodrama humorístico protagonizado por una de las estrellas más nuevas, Nancy Carroll.

#### Época del cine sonoro

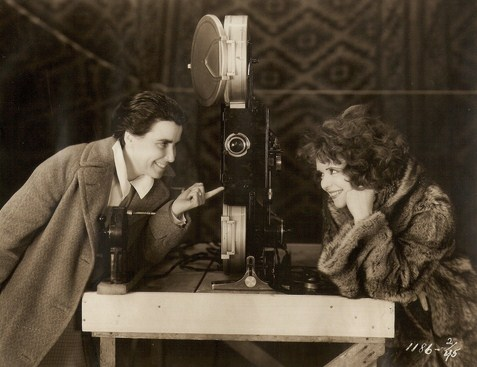
Dorothy Arzner y Clara Bow en La loca orgía (The Wild Party, 1929).

La etapa del cine sonoro llegó a los estudios de la Paramount. En la película La loca orgía (The Wild Party, 1929), dirigida por Arzner, la protagonista, Clara Bow, se resistía a rodar películas sonoras debido a su acento poco agraciado de Brooklyn; había cogido pánico al micrófono. Arzner, sin embargo, supo manejar la situación y se hizo construir un micrófono que fuera atado a una caña de pescar para seguir a Bow discretamente y que se pudiera mover libremente por el escenario. Posteriormente este invento recibió el nombre de micro boom pole. La loca orgía sería citada a menudo como un trabajo clave en la filmografía de la directora. La película trata sobre una chica universitaria con un estilo de vida desenfrenado que le traerá muchos problemas; presenta muchos de los temas que se repetirán en las películas de Arzner, en que las mujeres optan por la independencia y se niegan a ser dominadas por los hombres, o incluso entre ellas.
La Paramount le ofreció la posibilidad de elegir el equipo de trabajo con el que hizo películas como Sarah And Son (1930) y La mujer de cualquiera (Anybody's Woman) del mismo año (con Ruth Chatterton como actriz principal en las dos), Honor entre amantes (Honor among lovers, 1931) con Claudette Colbert y Tuya para siempre (Merrily we go to hell, 1932), la última película dirigida en esos estudios antes de comenzar su camino como freelance. Ruth Chatterton era por aquella época una de las estrellas más populares del estudio, y así como Sarah And Son fue todo un éxito, La mujer de cualquiera no llegó a eclipsar la primera. Para hacer su tercera película sonora en la Paramount fue enviada a Nueva York. Se trataba de una comedia inteligente, pero con ritmo melodramático. Fue protagonizada por Fredric March, quien ya había aparecido en La loca orgía y Sarah and son; más adelante aparecería al final de Tuya para siempre. En una entrevista, Arzner confesó que intentó trabajar con Dietrich en más de una ocasión, pero no lo conseguía. Mientras trabajaba en la Paramount, también tenía contrato Marlene Dietrich, uno de los iconos del momento. Arzner apuntó que siempre había querido hacer una película con la actriz, y que, de hecho, había pensado en un guion (Stepdaughters of war) en el que había trabajado varios meses, pero Dietrich firmó por la Warner y se tuvo que cancelar. Al cabo de mucho tiempo Arzner se propuso volver a intentarlo, la película era una crítica contra la guerra, que mostraba las tragedias que se vivían y cómo la guerra cambiaba a las mujeres y las volvía más duras y masculinas. Pero entonces la Segunda Guerra Mundial irrumpió y se tuvo que cancelar de nuevo.
Arzner abandonó Paramount en 1932, ya que, al igual que la mayoría de los estudios cinematográficos, tuvo un gran déficit en 1932. Esto provocó que muchos de los empleados abandonasen y que se recortara el sueldo de los trabajadores que se habían quedado. El estudio ofreció a Arzner un nuevo contrato con una disminución del salario, pero lo rechazó porque Paramount tenía nuevos ejecutivos y los hombres que habían apoyado a Arzner habían marchado. Así empezó su trayectoria como freelance.

#### Época como directora independiente

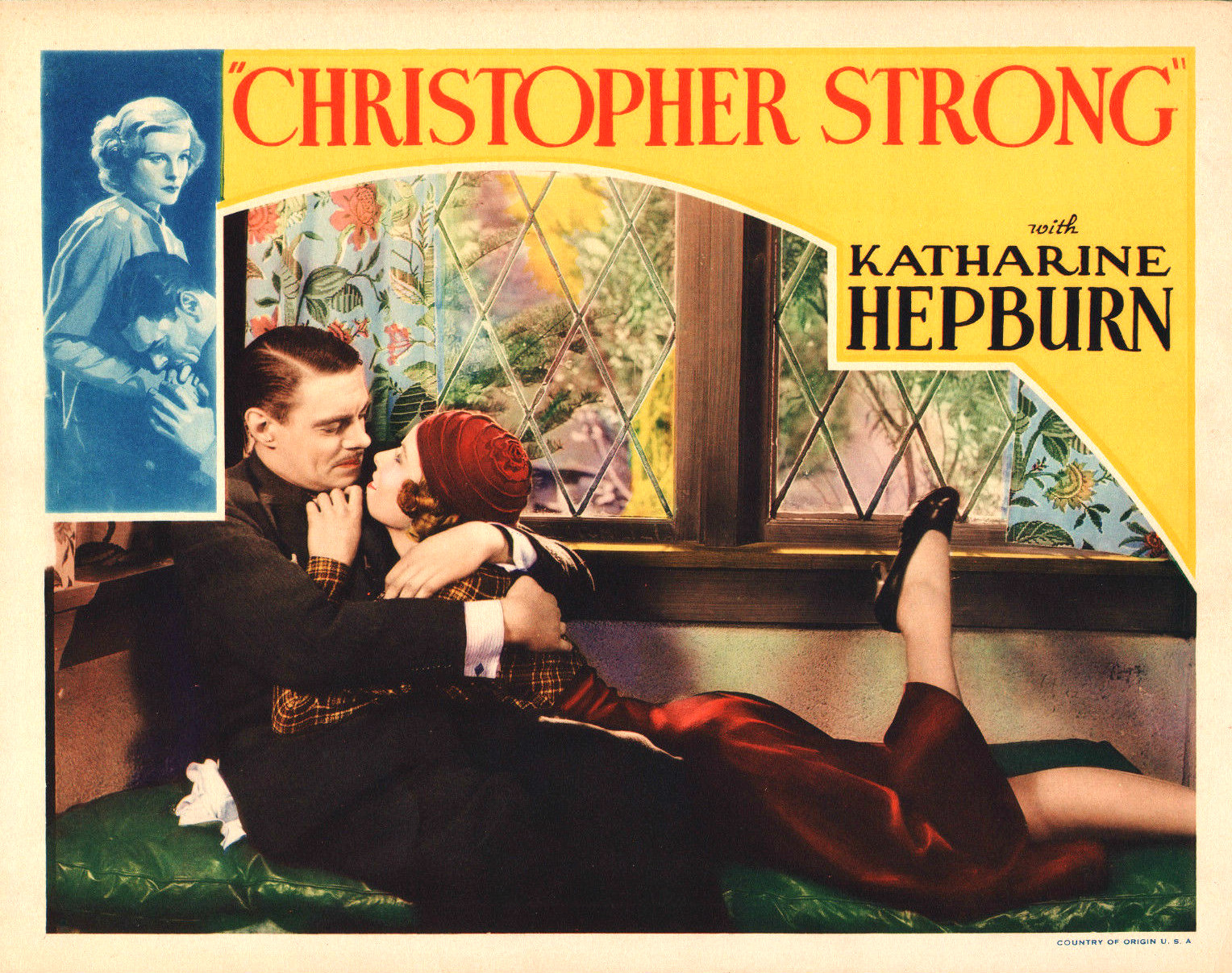
Portada de la película Hacia las alturas.

El período en que Arzner se desempeñó como directora independiente comenzó cuando las consecuencias de la Depresión se vieron reflejadas en la productora Paramount, que daba señales de quiebra mediante recortes de pagos a los empleados. Arzner, que anteriormente ya había tenido la iniciativa de trabajar para otros estudios como la Columbia, no dudó en iniciar su carrera independientemente en 1932. La productora RKO Radio Pictures la contrató para dirigir una película con una nueva estrella emergente, Katharine Hepburn. La película Hacia las alturas (1933) toma como protagonista a la aviadora Lady Cynthia Darrington, interpretada por Hepburn, que comienza una aventura amorosa con un hombre casado, Christopher Strong, a quien había conocido en una fiesta donde el hombre afirmaba que no había querido nunca a ninguna otra mujer que no fuera su esposa, y la joven afirmaba no haber querido nunca a ningún hombre. A partir de tales premisas, la película les llevaría precisamente a ser todo lo contrario de lo que sentenciaban en aquella fiesta. Hacia las alturas no fue un éxito como se esperaba pero fue bastante satisfactoria a pesar de las disputas entre la actriz y la directora. Ambas tenían un fuerte carácter y Hepburn decidió quejarse a la productora, pero la RKO apoyó la posición de Arzner puesto que, al fin y al cabo, era la directora. La relación entre las dos mujeres permaneció fría y distante, únicamente establecida por el trabajo.
En los diez últimos años de su carrera no volvió a tener un contrato con ningún estudio de más de un año; los estrenos de sus películas se espaciaban de dos a tres años entre cada una. La siguiente película fue La dama del boulevard (Nana, 1934), una propuesta de Samuel Goldwyn, un productor independiente con su propio estudio, que había probado producir la película con dos directores diferentes con poco éxito. Glodwyn propuso a Arzner dirigirla con la condición de que mantuviera a la estrella principal, Anna Sten. La actriz no sabía inglés y la razón por la que era la protagonista era que Goldwyn quería que ella fuera una nueva Dietrich o Garbo. Por eso, Arzner intentó cambiar el guion y hacer los máximos retoques posibles, pero no pudo hacer nada por una película que estaba condenada al fracaso.
Posteriormente Arzner, en octubre de 1934 firmó un contrato con Harry Cohn de Columbia Pictures para producir La sublime mentira (A Feather in Her Hat, 1935) protagonizado por Alice Brady. Pero se acabó el contrato de Arzner y la película quedó incompleta —se rodaría más adelantecon otro director y otros actores—. Al cabo de dos años, volvió a firmar contrato con Harry Cohn para dirigir La mujer sin alma (Craig's wife, 1936) con Rosalind Russel como protagonista. La película recibió buenas críticas
En agosto de 1936 firmó con la RKO para dirigir una película con Ginger Rogers, pero la filmación tuvo que ser aplazada y el contrato de Arzner caducó sin completar el proyecto. En enero de 1937 firmó un contrato con la Metro-Goldwyn Mayer para hacer una película basada en la obra de teatro Girl from Trieste de Ferenc Molnar. La película La novia vestía de rojo (The Bride Wore Red, 1937) está protagonizada por Joan Crawford con un guion algo más ligero que la obra de teatro.
En 1940 Arzner dirigió Baila, muchacha, baila (Dance, girl, dance) en RKO después de que el director anterior se retirara de la producción de la película. A pesar de no recuperar la inversión, años más tarde sería considerada la cinta más interesante de la cineasta. Después de tres años, el productor Harry Joe Brown de Columbia propuso a Arzner la película First Comes Courage. No pudo terminar de dirigirla debido a una neumonía y la tuvo que terminar otro director. Tras su recuperación se retiró de Hollywood.

#### Después de Hollywood
Dejó Hollywood en 1943, una decisión que, sin duda, fue catalizada por los conflictos con Louis B. Mayer. Sin embargo, este hecho no supuso que se retirara del trabajo en absoluto. La cineasta siguió asociada a la dirección cinematográfica, pero esta vez alejada de los estudios de producción. Durante la Segunda Guerra Mundial trabajó en un conjunto de cortometrajes para el Cuerpo de Mujeres del Ejército, y formó a cuatro mujeres a editar y cortarlos.
En 1950 Arzner se asoció a Pasadena Playhouse, una conocida compañía de teatro del sur de California. Produjo algunas obras de teatro y un programa de radio, You wanna be a star. En 1952 se incorporó al personal del College of the Arts de Playhouse como jefa del departamento de Cine y Televisión. Impartió el primer curso de cine ofrecido por la universidad. A finales de los años cincuenta, gracias a la influencia de Joan Crawford, la mujer del jefe de la compañía Pepsi Cola con quien Arzner tenía una relación muy cercana, la cineasta se convirtió en consultora de entretenimiento y publicidad de la compañía. Dirigió más de 50 anuncios publicitarios, muchos de ellos con Crawford.
En 1961 Arzner se unió a la Escuela de Artes del Teatro de la UCLA a la división de Motion Picture como miembro del personal, donde pasó cuatro años supervisando clases de cine avanzado antes de retirarse en junio de 1965. Allí fue profesora de Francis Ford Coppola, siendo un evidente referente para él en el futuro. Sus documentos, archivos y películas se conservan en el Archivo de Cine y Televisión de UCLA, gracias a Jodie Foster, quien consiguió fondos para mantener su conservación.

## El arquetipo femenino de Arzner

### Sus protagonistas
Durante su carrera, Dorothy Arzner creó un arquetipo de mujer que tenía semejanzas con su propia persona. Estos arquetipos han pasado a la historia a partir de la revolución sexual y el movimiento feminista desde la década de 1960 hasta la década de 1980. Gracias a estos estudios el cine de Arzner pudo trascender en la historia con sus personajes femeninos, inteligentes, reflexivos, modernos y sobre todo independientes de cualquier persona, principalmente del hombre. No sólo trabajó con Clara Bow, sino también con actrices del momento como Katharine Hepburn, Sylvia Sidney, Claudette Colbert, Rosalind Russell, Merle Oberon, Joan Crawford, Maureen O'Hara, etc.
La loca orgía (The Wild Party, 1929) es una evidencia del pensamiento que Dorothy Arzner quiso transmitir a lo largo de su carrera. La primera película en sonoro para Arzner, trata de una chica universitaria, Clara Bow, que desprende una actitud muy desenfrenada en respeto a la vida. Ella y sus amigas son expulsadas de una fiesta de disfraces debido a su vestimenta, un tanto inapropiada. Entonces se van a un bar de noche, de donde huyen después de ser abusadas sexualmente. Sin embargo, lo que le interesó a la directora fue centrarse en la protagonista, que acabaría sacrificando su carrera para salvar a su amiga de un escándalo y explotar el vínculo entre las dos chicas. También encontramos personajes como Lady Cynthia, interpretada por Katharine Hepburn, una aviadora que rompe las normas clásicas de comportamiento de una mujer, en Hacia las alturas (Christopher Strong, 1933); o a una bailarina que lucha por hacerse un lugar en el mundo profesional en la película Baila, muchacha, baila (Dance, Girl, Dance, 1940); o a dos hermanas, en la película Working girls, que marchan a Nueva York para poder encontrar trabajo, pero terminan tomando malas decisiones como irse con los hombres equivocados. Otro ejemplo es La novia vestía de rojo (The Bride Wore Red, 1937)  con Joan Crawford, interpretando a una mujer que vive en la pobreza y que aprovecha la oportunidad para formar parte de la clase alta durante un tiempo. Aún queriendo aparentar lo que no es, para casarse con Rudi y hacer su sueño realidad, se acaba enamorando de uno de los empleados del hotel donde se aloja. Por tanto, las protagonistas son personajes con matices que no son buenas ni malas, o sino son ambas al mismo tiempo. La directora aprovechó esta complejidad para enfrentarse a los códigos establecidos de la comedia o los melodramas y extraer una crítica.

### Antecedentes

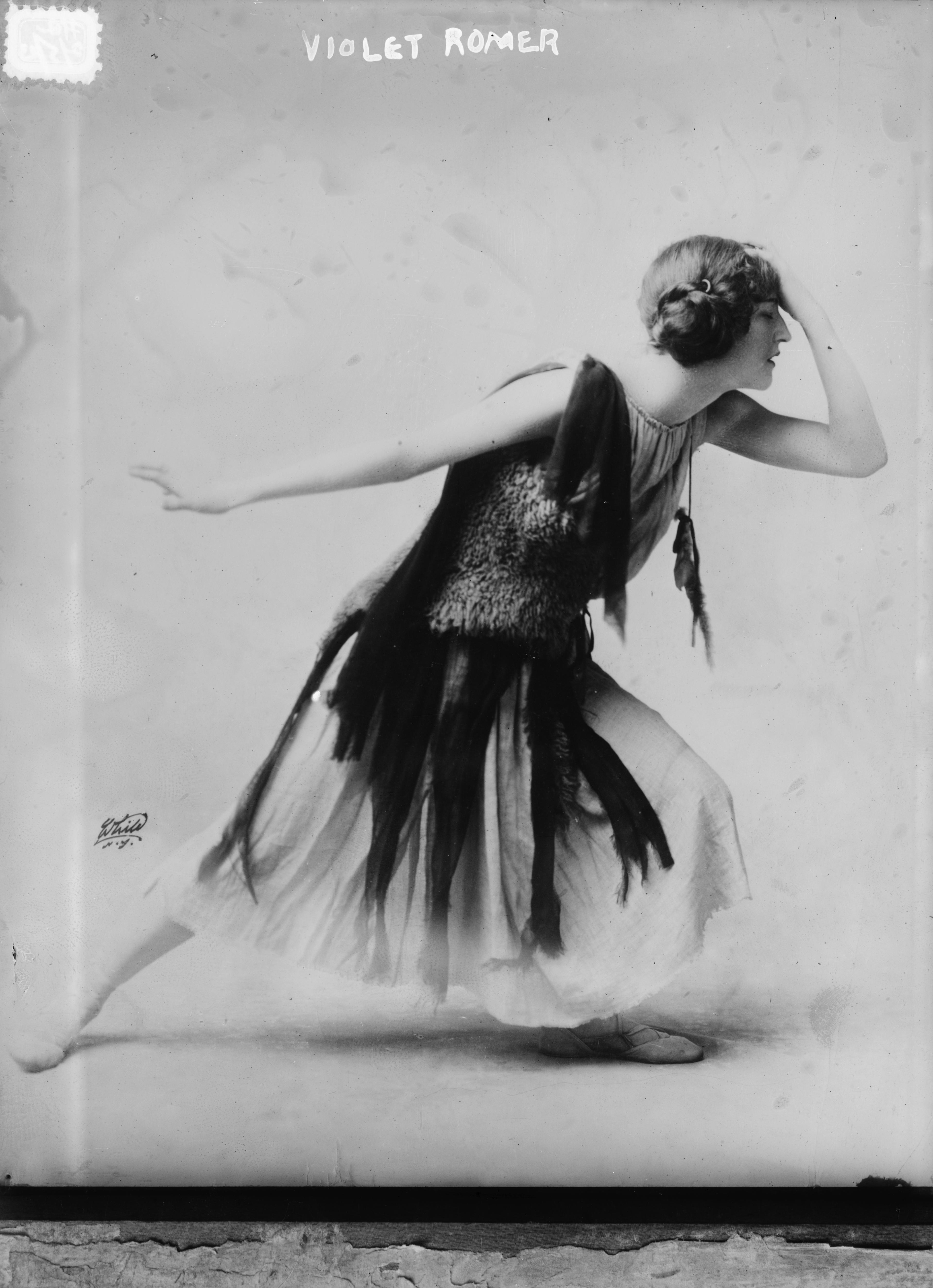
Violet Romer en un vestido flapper.

Aunque Arzner fue pionera en el mundo de Hollywood en crear un arquetipo como el de sus protagonistas; chicas independientes, inteligentes, modernas y reflexivas, etc. Podemos ver que justo antes de su aparición en el mundo del cine a finales de la década de 1920, aquella década estaba regida por unos personajes femeninos llamados «flappers». Se trataban de chicas avanzadas a su tiempo que vestían con ropas un tanto provocativas y que habían tomado costumbres que estaban principalmente asociadas a los varones, como fumar, beber alcohol, y permanecer en bares de noche donde se tocaba jazz. Los primeros términos definidos por las
«flappers» o «It Girls», son creados con la película It, protagonizada por Clara Bow (con quien nacería el término y sería la It Girl por excelencia). Las protagonistas de Arzner toman algunas de las cualidades de este tipo de mujer de la época, que desaparecería con la llegada del crac de 1929 y la Depresión de la década de 1930, ligada con la aceptación del Código Hays. Aunque hacerse un paso atrás en el progreso social de los años 20, el cine de Arzner tomó como referencia la actitud de aquellas mujeres ante una sociedad que consideraban anticuada.

### Paralelismos con otros arquetipos
Las protagonistas de las películas de Dorothy Arzner no eran el arquetipo de mujer que se acostumbraba a plasmar en la pantalla de los cines en aquellos tiempos. Pero de hecho, a lo largo de la historia tampoco ha habido mucho ocasiones de ver protagonistas tan rompedoras como lo eran las de las películas de Arzner a la década de la década de 1930.
Por lo menos, casi correlativamente apareció un arquetipo femenino en el cine que tuvo una larga trayectoria, posterior a la de los personajes de Arzner. Esta sería la llamada mujer fatal, un icono de la cultura popular que protagonizaría gran parte de las películas de cine noir. Las femme fatales eran los personajes de mujeres malvadas que usaban su sexualidad para capturar los héroes de la película. Eran representadas como sexualmente insaciables y, a pesar de ser malvadas, algunas llegan a ser heroínas. En la actualidad el arquetipo se suele asociar a un personaje que constantemente cruza la línea entre la maldad y la bondad, ocurre sin escrúpulos. Aunque este arquetipo de mujer se distinguió de los clásicos personajes como la esposa atenta, cariñosa y familiar del hombre protagonista, no aporta una mirada femenina como las protagonistas de Dorothy Arzner, sino que da vueltas sobre la misma mirada masculina que tenía Hollywood en las décadas de los 30, 40 y 50.

## Tributos y homenajes
Aunque no ganó ningún premio por sus películas, se honró a Arzner con una estrella con su nombre en el paseo de la Fama de Hollywood (en la calle de Vine Street, núm. 1500) como tributo por la su extensa y exitosa carrera en el mundo del cine, siendo la única mujer en su momento de conseguir tales metas. En 1972 el primer Festival Internacional del Cine de las Mujeres honrarla mediante la proyección de una de sus mejores películas, The Wild Party, y se mostró una retrospectiva completa de su obra en el Segundo Festival en 1976. En 1975 el Gremio de Directores de América Dorothy Arzner fue galardonada como parte de la serie Pioneers. Los técnicos Edward Wheeler y Artie Jacobson, que trabajaron con ella en The Wild Party, su primera película de sonido, señalaron que ganó el respeto de la tripulación por su competencia para saber hacer una foto. El director Robert Wise, que había sido editor de Dance, Girl, Dance (1939), describió sus problemas con el productor Erich Pommel y su voluntad de controlar su propia película.

## En la cultura popular
La obra de teatro de RM Vaughan de 2000, Camera, Woman, describe el último día de la carrera de Arzner. En la obra, Harry Cohn la despide por una escena de beso entre Merle Oberon y la actriz ficticia Rose Lindstrom (el nombre de un personaje interpretado por Isobel Elsom en la última película de Arzner, First Comes Courage, en la que Oberon protagonizó) en una película final que nunca se completó. La obra también muestra a Arzner y Oberon como amantes. Se cuenta en un prólogo, cuatro actos y un epílogo en forma de una entrevista posterior al espectáculo que contiene citas reales de Arzner.
El documental de 2014 de S. Louisa Wei, Golden Gate Girls, compara la representación de Arzner en los medios de comunicación con la de Esther Eng, la primera directora china-estadounidense de Hong Kong.[cita requerida]
En la película Babylon de 2022, que retrata una versión ficticia y exagerada del Hollywood de la década de 1920, el personaje de la directora Ruth Adler está inspirado principalmente en Arzner y sus colaboraciones con Clara Bow.

## Filmografía completa

### Como montadora
- Too Much Johnson (1919), sin acreditar.
- The Six Best Cellars (1920), película perdida.
- La caravana de Oregón (The Covered Wagon, 1923)
- Inez from Hollywood (1924), además de montadora participó como guionista.

### Como directora

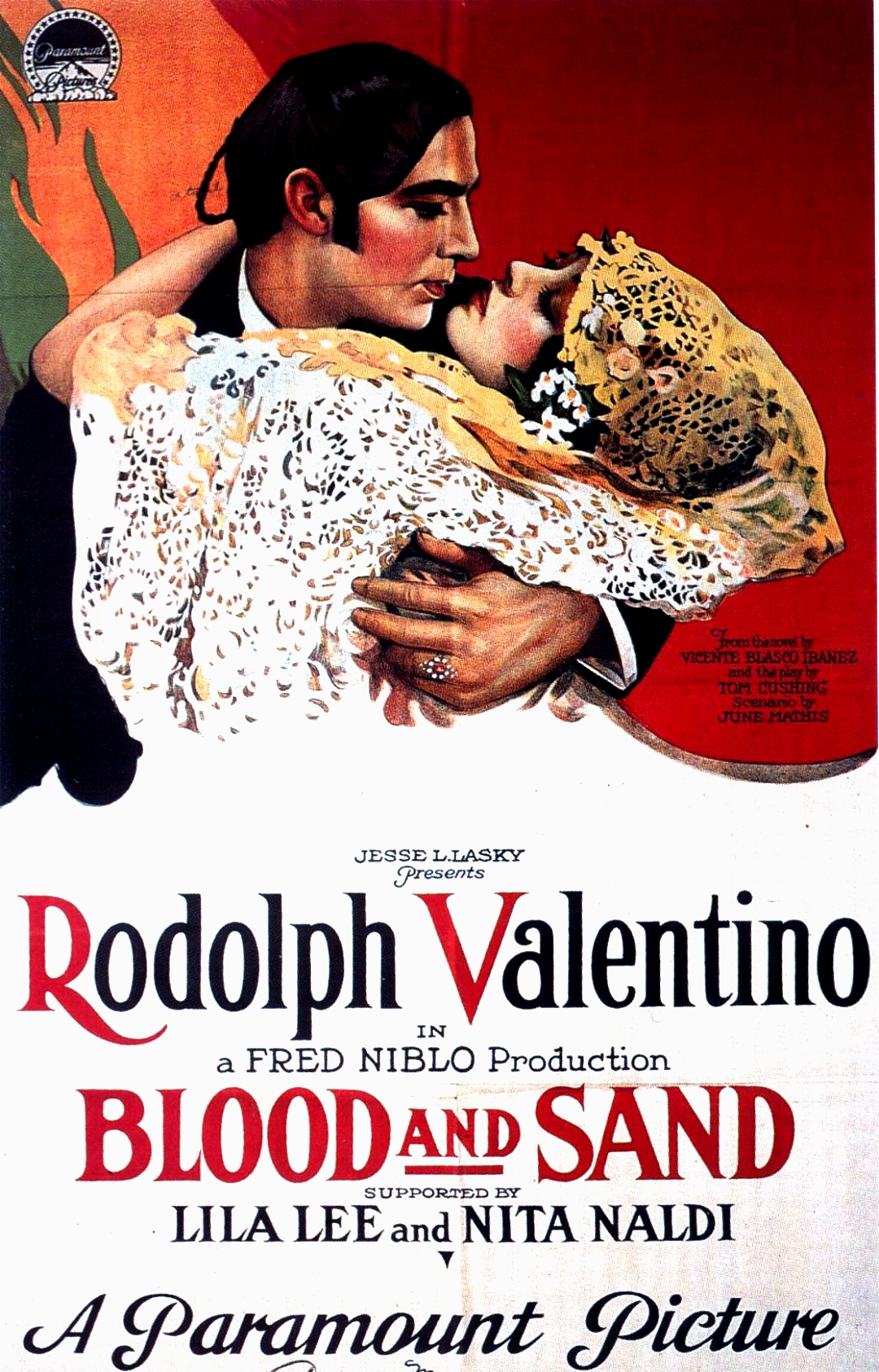
Cartel de Sangre y arena. El montaje de esta película fue el primer trabajo importante de Dorothy Arzner en Hollywood.

- Sangre y arena (Blood and Sand, 1922), metraje adicional —sin acreditar— y montaje.
- La reina de la moda (Fashions for Women, 1927), película perdida.
- Un beso a media luz (Ten Modern Commandments, 1927), película perdida.
- No lo dejes escapar (Get Your Man, 1927) con Clara Bow, faltan dos de seis bobinas.
- Manhattan Cocktail (1927), película perdida, excepto la secuencia montada por Slavko Vorkapić, lanzada en el DVD Unseen Cinema en 2005
- La loca orgía (The Wild Party, 1929) con Clara Bow —en su primera película sonora— y Fredric March.[13]
- Charming Sinners (1929) con Ruth Chatterton, sin acreditar.
- Behind the Makeup (1930) con Fay Wray y William Powell, sin acreditar, codirigida por Robert Milton.
- Sarah and Son (1930) con Ruth Chatterton —que fue nominada a un Óscar—.[14]
- Galas de la Paramount / Galas de Paramount (Paramount on Parade, 1930) compuesta por 20 segmentos dirigidos por 11 directores distintos.
- La mujer de cualquiera (Anybody's Woman, 1930) con Ruth Chatterton.
- Honor entre amantes (Honor Among Lovers, 1931) con Claudette Colbert y Ginger Rogers.[15]
- Working Girls (1931) con Judith Wood, Dorothy Hall y Frances Dee.
- Tuya para siempre (Merrily We Go to Hell, 1932) con Sylvia Sidney.
- Hacia las alturas (Christopher Strong, 1933) con Katharine Hepburn.
- La dama del boulevard (Nana, 1934) con Anna Sten.
- La mujer sin alma (Craig's Wife, 1936) con Rosalind Russell.
- El último adiós a la señora Cheyney (The Last of Mrs. Cheyney, 1937) con Joan Crawford.
- La novia vestía de rojo (The Bride Wore Red, 1937) con Joan Crawford.
- Baila, muchacha, baila (Dance, Girl, Dance, 1940) con Maureen O'Hara y Lucille Ball.[16]
- First Comes Courage (1943) con Merle Oberon.